# Route nationale 121
Die Route nationale 121, kurz N 121 oder RN 121, war eine französische Nationalstraße.

## Geschichte
Die Straßenführung der Nationalstraße 121 wurde 1824 zwischen Saint-Flour und Bozouls-La Rotonde festgelegt und geht auf die Route impériale 141 zurück. 1889 wurde sie bis Espalion gekürzt, da die N120 durch eine Laufwegsänderung den Abschnitt zwischen Bozouls-La Rotonde und Espalion übernahm. Die Gesamtlänge betrug 85 Kilometer. 1973 wurde die Straße komplett abgestuft. Von 1978 bis 1995 wurde der Abschnitt zwischen Brive-la-Gaillarde und Saint-Chamant der Nationalstraße 680 als N 121 ausgeschildert.